# ロケット・ソフトウェア
ロケット・ソフトウェア（英語: Rocket Software）は アメリカ合衆国 マサチューセッツ州 ウォルサムに本社をおくソフトウェアを開発する会社である。特に、IBMのメインフレーム向けのソフトウェア製品やソリューションをOEM提供している。
日本法人であるロケットソフトウェアジャパン株式会社は、神奈川県横浜市西区みなとみらいに所在。

## 概要
ロケット・ソフトウェアは、企業向けのビジネス・インテリジェンス、ストレージ、ネットワーク、コンプライアンス、アプリケーション開発、インテグレーション、モダニゼーション、データベース・サーバーやツールなどの製品を提供するソフトウェア開発会社である。IBM、EMC、富士通(米国、オーストラリア)、日立データシステムズ(米国)、Avaya、Epicor、Infor他、業界有数のテクノロジー・パートナー、ソリューション・プロバイダー、リセラーとも提携して、企業向けのソリューションを提供している。
米国の他、英国、ドイツ、ロシア、オーストラリア、中国、日本など、世界に研究・開発拠点を持ち、グローバルに展開している。
また、ロケット・ソフトウェアは音楽を愛する会社でもあり、楽器を演奏するだけではなく、手作りのカスタム・ギター（通称 Rocketcaster）をつくり、それを展示会や企業イベントで展示したり、参加者に景品としてプレゼントすることもある。IBMのイベントで、エアロスミスや、ペン＆テラー、グレース・ポッター、マルーン5、エルトン・ジョンのコンサートのスポンサーとして協賛し、社長兼CEOのアンディ・ユーニスが率いるRocket Bandは、その前座をつとめたこともある。

## 歴史
1990年4月：ボストン郊外にて、アンディ・ユーニス（現 社長兼CEO）とジョアン・ゲッダが、共同設立。IBM DB2向けのツールを開発したのが始まりである。ロケット・サイエンティストになりたくて、この社名をつけたと述べている。
初期の5年間は、ロケット・ソフトウェアはIBMにライセンスを供与し、IBMの全世界の販売チャネルを通じて、IBMブランドで販売された。この時期からロケット・ソフトウェアはOEMビジネスを拡大し、IBM以外にもソフトウェアを供給してきた。並行して、研究・開発にも投資し、2000年以降、企業買収を始める。
2005年5月：Servergraph (米国 オースティン)から、データ・バックアップ・ツールのServergraphを買収
2005年6月：Astrac (英国 ウォリック)から、IBM z Systems向けのデータ分析ソリューションASを買収
2006年7月：Mainstar Software Corporation(米国 ベルビュー) から、IBM z Systemsのシステム管理製品 Mainstarを買収
2007年：Seagull Software(オランダ アムステルダム)から、端末エミュレーションのBluezone、LegaSuiteを買収
2007年：CorVu（米国 イーダイナ）から、ビジネス・インテリジェンスとエンタープライズ・パフォーマンス管理のCorVu製品群を買収
2007年12月：Arkivio(米国 マウンテンビュー)から、データ・アーカイブとバックアップ製品であるArkivioを買収
2009年：マイクロソフトから、Windowsベースの情報検索システムFolio、電子出版ソリューションのNXTを買収
2009年：IBMからマルチバリュー・データベースのUniVerseとUniData (U2)  を買収
2010年：Computer Corporation of America (CCA) (米国 ウォルサム)から、IBMのz Systems向けのデータベース製品Model204を買収
2011年：Marlin Equity Partners（米国 エメリービル）からアプリケーション・ライフサイクル管理システムのAldonを買収
2012年1月：IBMから高可用・障害復旧ソリューションiClusterを買収
2012年2月：Zephyr Development Corporation（米国 ヒューストン）から、Passportを買収
2012年5月：本社オフィスを、ニュートンから現在の ウォルサムに移す
2012年10月：Progress Software（米国 ベッドフォード）からメインフレーム向けデータ連携ソフトウェアのShadowを買収
2013年：Database Trends and Applications MagazineのDBTA100に選出される
（以降、2014年、2015年
も選出される）
2013年：TigerLogic（米国 アーバイン）のMultiValue部門からマルチバリュー・データベースのD3を買収
2014年：Trubiquityから、電子データ交換（EDI）をサポートするTrubiquity製品群を買収
2014年4月：TrubiquityがCorp! Magazineの2014 DiSciTech Award（Science & Technologyカテゴリー）を受賞
2014年9月：IBMからIMS Tools製品を買収
2015年2月：ラスベガスで開催されたIBM InterConnect2015で、エアロスミスのコンサートのスポンサーとなり、Rocket Bandがその前座をつとめ、共演
2015年4月：横浜 みなとみらいに日本オフィス設立
2015年5月：ラスベガスで開催されたIBM Edge 2015で、ペン＆テラーやグレース・ポッターのステージをスポンサー
2015年10月：ラスベガスで開催されたIBM Insight 2015で、マルーン5のステージをスポンサーし、Rocket Bandが前座をつとめる
2016年2月：ラスベガスで開催されたIBM Inter Connect 2016で、エルトン・ジョンのコンサートをスポンサー
2016年4月：北海道 札幌に日本第二の開発拠点を設立

## 製品
ロケット・ソフトウェアは、買収した製品を含めて100以上のソフトウェア製品を開発および販売している。以下は、ソリューション毎の主な製品。

### アーカイブ・バックアップ管理
Rocket Arkivio：Arkivio社から買収したストレージ管理製品。クアンタム社からもRocket ArkivioとQuantumのストレージを組み合わせたソリューションが提供されている。
Rocket iCluster：高可用性（ハイ・アベイラビリティ）と障害対応をサポートするIBM i 用のソフトウェア。IBM社から買収した。
Rocket Servergraph：企業内のマルチベンダーのバックアップ製品をモニターし、IBM Tivoli Storage Managerや、NetBackup、Avamar（EMCが買収）、NetWorker、Hitachi Sepaton、Veeam、IBM Flashcopy Manager、Rocket iCluster、Symantec Backup Exec、 VMware、Hyper-V など、さまざまなバックアップ製品や仮想テープ・ライブラリー環境 (VTL) をサポートする。
Servergraph社から買収した。IBM社から販売されている。

### アプリケーション・ライフサイクル管理
Rocket Aldon：アプリケーションの変更管理、リリース管理、構成管理を行う製品で、Aldon_Inc. が開発し、買収によりロケット･ソフトウェアの一つの製品ファミリーとなる。IBM i用のソフトウェアである。

### エンタープライズ・パフォーマンス管理
Rocket CorStrategy：KPIで目標達成度を追跡・管理する製品。
Rocket CorPlanning: 組織全体でのリソース配分を行い、予算編成と計画プロセスを支援する製品。

### 検索＆テキスト・アナリティックス
Rocket Folio：検索、コンテンツ管理、パブリッシング機能を持つロケット･ソフトウェアの一つの製品ファミリー。
マイクロソフト社より買収。
Rocket NXT：高速検索機能を持つ、コンテンツ作成、保存、セキュリティー保護、および配信をサポートする製品ファミリー。
マイクロソフト社より買収。

### サプライ・チェーン・インテグレーション
Rocket Trubiquity：グローバルな企業間取引（B2B）、電子データ交換（EDI）、マネージド・ファイル転送 （MFT）のための製品ファミリー。Trubiquity社より買収。

### 端末エミュレーション
Rocket Bluezone：IBMの3270、IBMの5250、DECのVTやセキュアなFTPなど、さまざまな環境へアクセスするための端末エミュレータ。
Seagull Softwareから買収。
Rocket Passport：IBMの3270、IBMの5250、DECのVTやセキュアなFTPなど、さまざまな環境へアクセスするための端末エミュレータ。
Zephyr Development Corporationから買収。

### データ仮想化
Rocket Data Virtualization：IBMのz Systems向けのデータ仮想化製品。

### データベース＆アプリケーション・サーバー
Rocket D3：Pickオペレーティング・システムを起源とするマルチバリュー・データベースの一つである。
TigerLogic社のMultiValue部門から買収。
Rocket M204：IBM z/OS用の高いパフォーマンスが要求される大容量データ向けのデータベース。
Computer Corporation of America から買収。Model 204参照。
Rocket U2：UniDataとUniVerseの２つマルチバリュー・データベース。Unix、Linux、Windows上で稼動する。
IBMから買収。Rocket U2参照。

### データ・マイグレーション
Rocket Tape/Copy：テープのマイグレーション、仮想テープ・ライブラリー（VTL）をコントロールするための製品。
Rocket Virtual Data Recovery：仮想テープ・バックアップのデータ作成とリカバリーを自動化するための製品。

### ネットワーク管理
Rocket NetCure：企業やサービス・プロバイダー向けのネットワーク管理やサービス保証を行う製品。

### ビジネス・インテリジェンス＆アナリティクス
Rocket CorVu：ビジネス・インテリジェンスとエンタープライズ・パフォーマンス管理のための製品。
CorVu社から買収した。
Rocket Discover：2015年に発表されたビジネス・アナリスト向けのセルフサービス型の製品。
Rocket AS：IBM DB2やVSAMなどの複数のデータ・ソースに対してクエリーを実行し、レポートを作成し、データをビジュアル化するための製品。3270画面とEclipseベースのユーザインタフェースがある。
Astrac社より買収。

### メインフレーム
Rocket Mainstar：IBMのz Systems向けのパフォーマンス最適化、カタログおよびシステム管理、障害復旧、ストレージ管理、およびセキュリティーのためのデータ管理製品。
Mainstar社から買収。

### モダニゼーション
Rocket LegaSuite：3270画面、5250画面ベースのアプリケーションをHTML5ベースのWebアプリケーションとして、Webブラウザーやモバイルからアクセスできるようにする製品。
Seagull Software社より買収。
Rocket Mobile：製品に組み込まれている連携コンポーネントを使って既存のIBM i アプリケーションをモバイルから使えるようにするRocket Mobile for iや、ロケット・ソフトウェアのマルチバリュー・データベース（U2やD3）をモバイル・アプリケーションからアクセスできるようにするRocket Mobile for MultiValueがある。